# Palaeodes samealis
Palaeodes samealis is een vlinder uit de familie van de Tineodidae. De wetenschappelijke naam van de soort is voor het eerst geldig gepubliceerd in 1913 door Hampson.